# 824 Anastasia
824 Anastasia è un asteroide della fascia principale del diametro medio di circa 34,14 km. Scoperto nel 1916, presenta un'orbita caratterizzata da un semiasse maggiore pari a 2,7951041 UA e da un'eccentricità di 0,1328769, inclinata di 8,11457° rispetto all'eclittica.
Il suo nome è in onore di Anastasia Semenoff, una conoscente dello scopritore.